# Frolic Through the Park
Frolic Through the Park ist das zweite Studioalbum der US-amerikanischen Thrash-Metal-Band Death Angel. Es wurde am 5. Juli 1988 bei Restless Records/Enigma Records veröffentlicht.

## Hintergrund
Das Album wurde kaum ein Dreivierteljahr nach Veröffentlichung des ersten Albums im März 1988 in den Fantasy Studios, Berkeley, Kalifornien aufgenommen und wie das Debüt erneut von Davy Vain von der Hardrock-Band Vain produziert. Wiederum war Gitarrist Rob Cavestany der Hauptsongwriter, auch die übrigen Bandmitglieder trugen vereinzelt dazu bei. Mit Cold Gin wurde auch ein Cover von Kiss aufgenommen. Der Titel Why You Do This bezieht sich auf einen Satz im Film Der Exorzist. Der Song Bored fand 1990 im Film Leatherface: Texas Chainsaw Massacre III Verwendung.

## Rezeption
Auf der Website AllMusic.com schrieb Eduardo Rivadavia, das Album „found the band improving on its technical thrash formula, as their developing musical ability began to do their ambitious songwriting some justice.“ Die Wertung lag bei vier von fünf Sternen. Herausgeber Holger Stratmann urteilte im Magazin Rock Hard: „Diese LP ist alles andere als an Abwechslung arm. Bedenkt man das Alter der übrigen Mitglieder (außer Drummer Andy sind die anderen vier auch erst 19 oder 20 Jahre alt), kann die Frage nach den größten Bay-Area-Talenten nur mit Death Angel beantwortet werden.“ Er vergab „eine überfette 9“. Das Magazin nahm das Album in seinem Thrash-Metal-Special in der Ausgabe Juni 2009 in eine Liste von 250 Thrash-Metal-Alben, die man kennen sollte, auf.

## Titelliste
| Nr. | Titel                         | Text          | Musik                  | Länge |
| --- | ----------------------------- | ------------- | ---------------------- | ----- |
| 1.  | 3rd Floor                     | Mark Osegueda | Rob Cavestany          | 4:58  |
| 2.  | Road Mutants                  | Cavestany     | Cavestany, Dennis Pepa | 3:45  |
| 3.  | Why You Do This               | Osegueda      | Cavestany              | 5:33  |
| 4.  | Bored                         | Cavestany     | Cavestany              | 3:29  |
| 5.  | Devil’s Metal (CD-Bonustitel) | Cavestany     | Cavestany              | 5:31  |
| 6.  | Confused                      | Cavestany     | Cavestany, Gus Pepa    | 7:26  |
| 7.  | Guilty of Innocence           | Cavestany     | Cavestany              | 4:26  |
| 8.  | Open Up                       | Cavestany     | Cavestany              | 5:45  |
| 9.  | Shores of Sin                 | Cavestany     | Cavestany, D. Pepa     | 6:30  |
| 10. | Cold Gin (Kiss-Cover)         | Ace Frehley   | Frehley                | 4:23  |
| 11. | Mind Rape                     | Andy Galeon   | Cavestany              | 5:32  |